# Vinghjul

Eslövs kommunvapen, med ett vinghjul och ett klöverblad

Ett vinghjul, även kallat bevingat hjul, är en symbol för järnvägen. I dess moderna form kan vinghjulet härledas från Tyskland; det började användas flitigt i Sverige kring mitten av 1860-talet.

## Bakgrund
I de svenska järnvägarnas tidiga historia dominerade lokomotivet som symbol, inspirerat av England, men det ersattes snart av vinghjulet. Vinghjulet kom snart att bli den allmängiltiga symbolen för järnvägen och användes både av staten och privata aktörer som symbol för sin verksamhet. Statens Järnvägar kom att använda det bevingade hjulet i kombination med en kunglig krona, för att visa att det rörde sig om ett statligt verk. Denna symbol kom sedermera att bli statens järnvägars logotyp, och inte bara en symbol för själva järnvägen.
Dagens SJ har fortfarande detta som symbol om än i moderniserad, stiliserad form. För privata järnvägar i Sverige användes det bevingade hjulet som symbol men då ofta krönt av järnvägsföretagets signatur (monogram) i form av en kunglig krona. Även Nohab hade det som logotyp för sin loktillverkning.

## Exempel

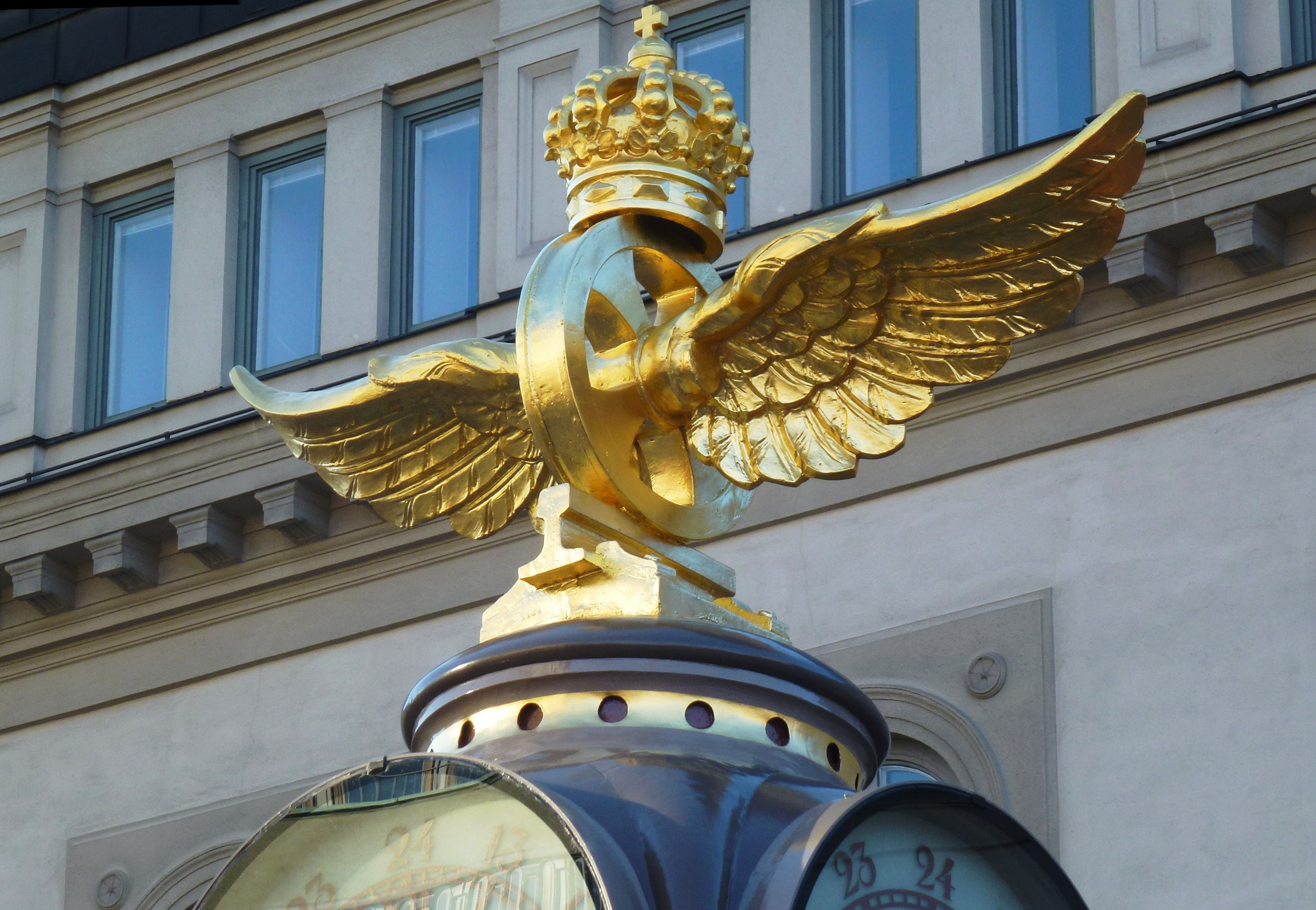
Statens järnvägars logotyp i äldre utformning, här på Stockholms Centrals gamla klocka.
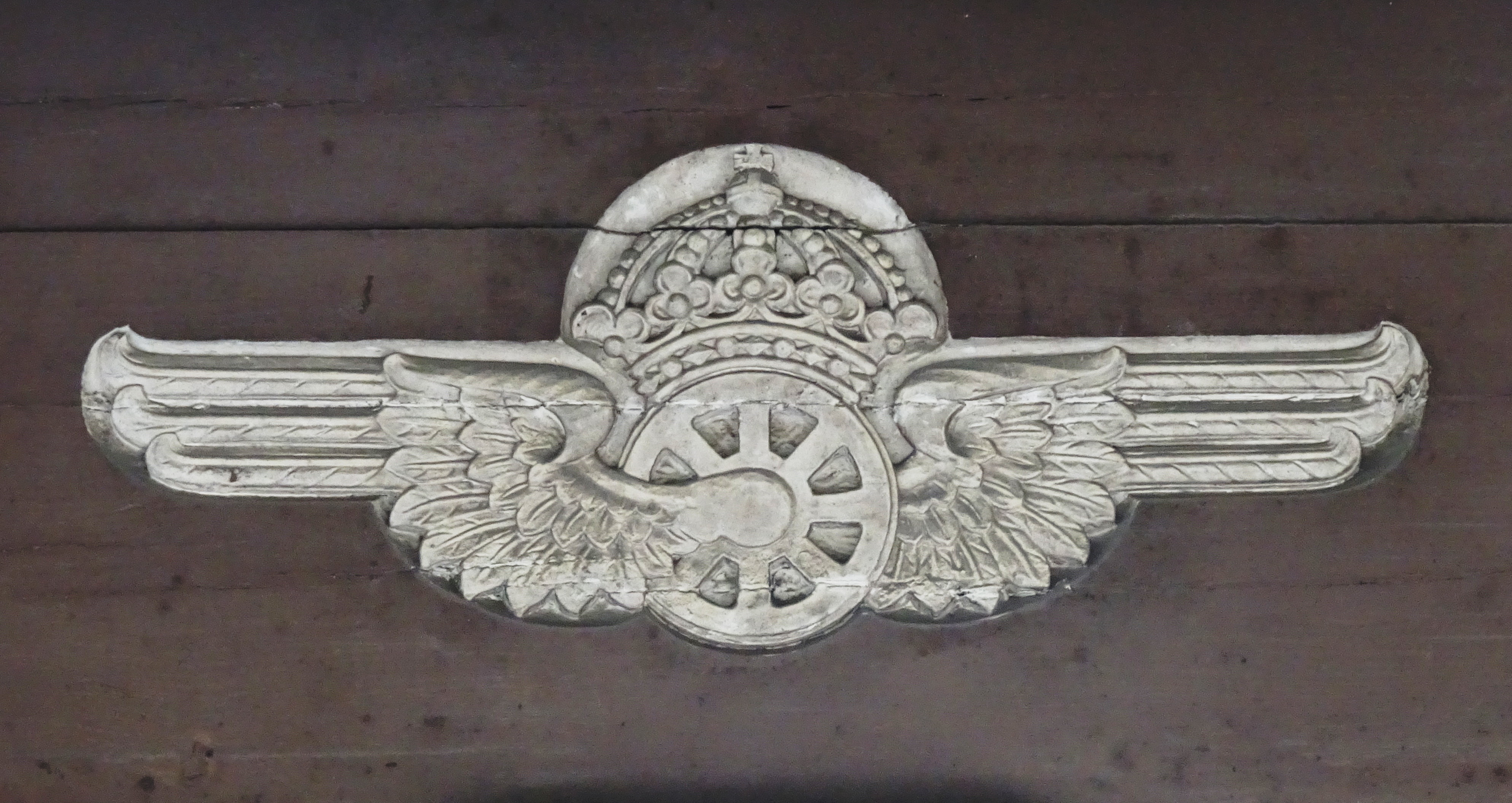
Ett vinghjul på stationshuset i Södertälje.
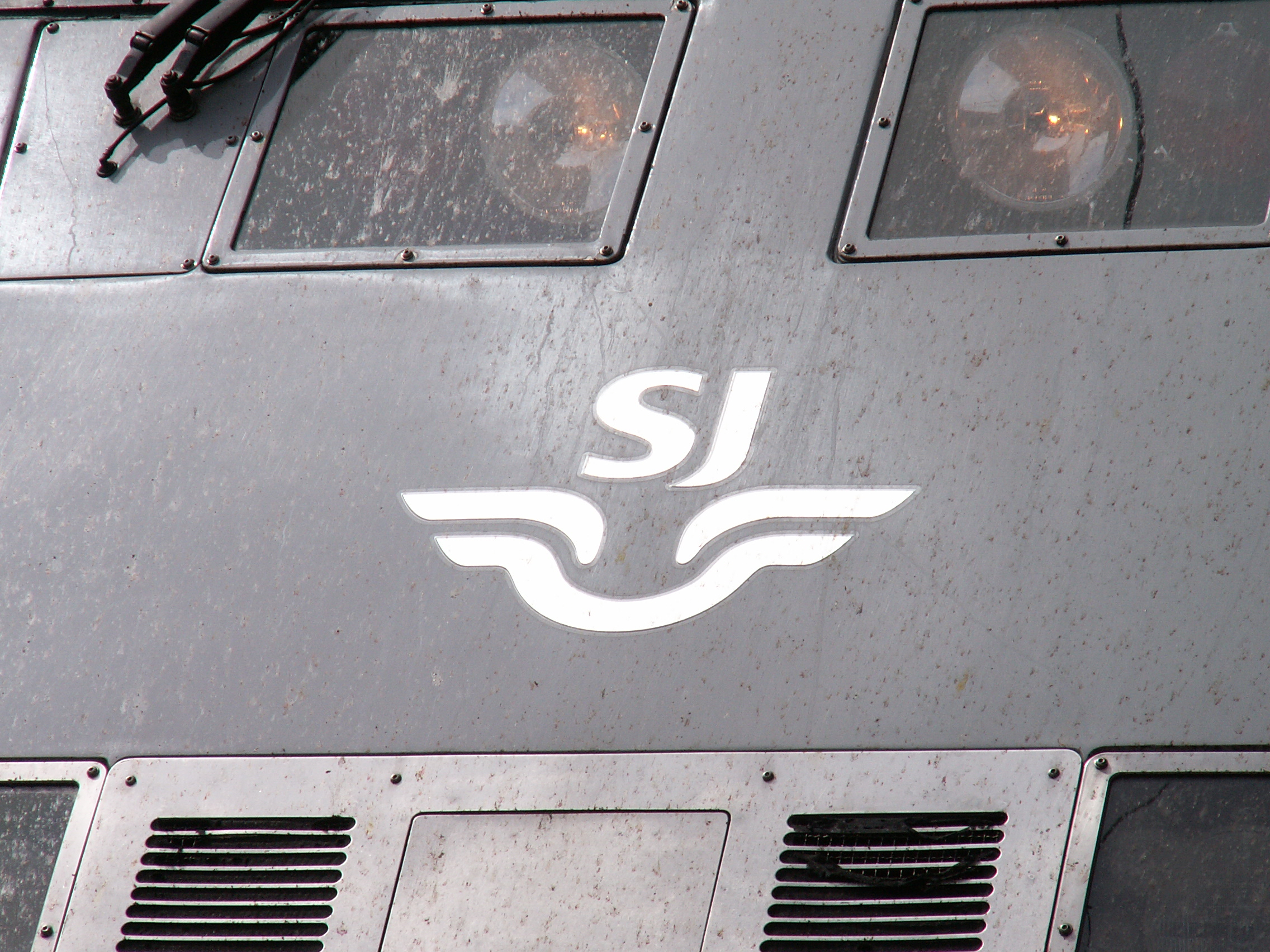
SJ:s logotyp i nuvarande utformning räknas som en variant av ett bevingat hjul.